# Dino Merlin

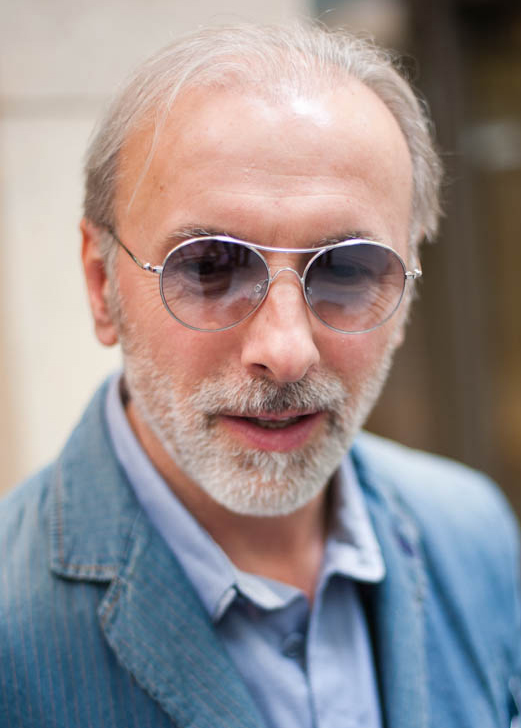
Dino Merlin beim Eurovision Song Contest 2011

Dino Merlin (bürgerlich Edin Dervišhalidović; * 12. September 1962 in Sarajevo) ist ein bosnischer Sänger und Produzent. Er zählt zu den erfolgreichsten Sängern im früheren Jugoslawien.

## Leben
Dino Merlin begann seine Musikerkarriere mit der Rockband Merlin, die ihr Debütalbum Kokuzna vremena 1985 veröffentlichte.
Während der Jugoslawienkriege zog er nach Schweden. Zwei seiner Bandkollegen starben im Krieg. Er ist der Komponist des allerersten bosnischen Beitrags beim Eurovision Song Contest im Jahr 1993. Die Band Fazla belegte mit Sva bol svijeta („Der Schmerz der ganzen Welt“) Platz 16. 
Nach Kriegsende entschied sich Merlin für eine Solokarriere. Die verbliebenen Mitglieder der Band beendeten ihre musikalischen Karrieren. Merlin veröffentlichte sein erstes Soloalbum Moja Bogda Sna („Ein Stückchen meines Traums“) 1993. Das Album war ein großer Erfolg. 1995 veröffentlichte er drei „Best of“-Alben; im selben Jahr erschien sein zweites Soloalbum unter dem Titel Fotografija. 
Im Sommer 1999 trat Merlin bei den „Baščaršijske Noći“, einer Konzertveranstaltung in Sarajevo mit etwa 30.000 Zuschauern, auf. Ein hierbei mitgeschnittenes Video ist das erste jemals offiziell von einem seiner Auftritte veröffentlichte. Von seinem Live-Album Vječna Vatra („Ewiges Feuer“) wurde der Song Smijehom Strah Pokrijem („Durch Lachen verstecke ich die Angst“) veröffentlicht.
Ebenfalls 1999 belegte er mit dem Lied Putnici bei der nationalen Vorentscheidung zum Eurovision Song Contest im Duett mit der französischen Sängerin Béatrice den zweiten Platz. Da der Siegertitel Starac i more von Hari Mata Hari jedoch nachträglich disqualifiziert wurde, wurden Dino und Béatrice doch noch als Repräsentanten Bosnien-Herzegowinas für das internationale Eurovisionsfinale in Jerusalem nominiert und erreichten dort unter 23 Teilnehmern den siebten Rang, die bis dahin beste Platzierung des Landes (verbessert erst 2006 durch Rang 3 von Hari Mata Hari mit Lejla). 
2000 brachte Merlin sein drittes Soloalbum Sredinom heraus.
Weitere Konzerte folgten, wie z. B. im Olympiastadion Koševo in Sarajevo vor rund 80.000 Zuschauern. Von diesem Konzert wurde ebenfalls ein Livemitschnitt veröffentlicht. Es folgten vier Jahre, in denen Merlin durch Europa und Amerika tourte. Schließlich kam 2004 sein neues Album Burek heraus. Die Hymne Bosnien-Herzegowinas von 1992 bis 1998 Jedna si jedina („Einzig bist du einzigartig“) wurde von Merlin betextet.
Am 15. August 2007 veröffentlichte Merlin die Single Otkrit ću ti tajnu („Ich werde dein Geheimnis entschlüsseln“). Ende Mai 2008 veröffentlichte er die Single Dabogda („Geb' Gott, dass …“) im Duett mit dem Frontsänger der bosnischen Band Hari Mata Hari, Hajrudin Varešanović. Das Album Ispočetka („Von Anfang an“), auf dem sich die beiden Singles befinden, wurde im Juni 2008 veröffentlicht.
Merlin vertrat Bosnien und Herzegowina mit dem Song Love in Rewind beim Eurovision Song Contest 2011. Dort erreichte er im Finale den 6. Platz. Nach der Veranstaltung brachte Dino Merlin die Single Undo heraus, die mit Unterstützung von M:TEL vermarktet wurde.

## Diskografie

### Mit der Gruppe Merlin
- 1985: Kokuzna vremena („Schwere Zeiten“)
- 1986: Teško meni sa tobom (A još teže bez tebe) („Es ist schwer mit dir (aber noch schwerer ohne dich)“)
- 1987: Merlin
- 1989: Nešto lijepo treba da se desi („Etwas Schönes soll geschehen“)
- 1990: Peta strana svijeta („Fünfte Himmelsrichtung“)

### Als Dino Merlin (Solo)
- 1993: Moja bogda sna („Mein kleiner Traum“)
- 1995: Fotografija („Fotografie“)
- 2000: Sredinom („Durch die Mitte“)
- 2004: Burek („Burek“, ein traditionelles Hauptgericht)
- 2008: Ispočetka („Von Anfang an“)
- 2014: Hotel Nacional
- 2025: Mi

### Livealben
- 1999: Vječna vatra („Ewiges Feuer“)
- 2005: Live Koševo 2004
- 2009: Koševo 2008
- 2016: Hotel Nacional - Koševo 2015
- 2016: Beograd 2011
- 2018: Arena Zagreb 2018

### Kompilationen
- 1995: Balade
- 1995: Najljepše pjesme
- 1996: Rest of the Best
- 2001: The Best Of

### Singles (Auswahl)
- 1985: Kokuzna vremena
- 1986: Lažu me
- 1986: Nek' Padaju Ćuskije
- 1987: Lelo
- 1987: Dobro Vece, Tugo
- 1988: Kad zamirišu jorgovani (mit Vesna Zmijanac)
- 1989: Nešto lijepo treba da se desi
- 1989: Bosnom Behar Probeharao
- 1989: Jel' Sarajevo gdje je nekad bilo
- 1989: Mjesečina
- 1989: Zar Je To Sve Sto Imam Od Tebe
- 1990: Učini mi pravu stvar
- 1994: Pustite Me (mit Osman Hadžić)
- 1995: Ja potpuno trijezan umirem
- 1999: Smijehom strah pokrijem
- 1999: Putnici (mit Béatrice Poulot)
- 2000: Godinama (mit Ivana Banfić)
- 2000: Kad si rekla da me voliš
- 2000: Moj je život Švicarska
- 2000: Sve je laž
- 2000: Sredinom
- 2000: Da je tuga snijeg
- 2000: Umri prije smrti
- 2000: Halima (mit Lotfi Bouchnak)
- 2000: Hitna
- 2000: Kremen
- 2004: Burek
- 2004: Kad Čovjek Voli Ženu
- 2004: Supermen (mit Željko Joksimović)
- 2004: Ti Si Mene (mit Nina Badrić)
- 2008: Da Šutiš (mit Eldin Huseinbegović)
- 2008: Dabogda (mit Hari Varešanović)
- 2008: Deset mlađa
- 2008: Nedostaješ
- 2008: Ptica bijela
- 2008: Otkrit ću ti tajnu
- 2008: Drama (mit Tony Cetinski)
- 2009: Med (mit Emina Jahović)
- 2011: Love in Rewind
- 2014: Ruža
- 2014: Školjka
- 2014: Sve Dok Te Bude Imalo
- 2014: Rane
- 2014: Hotel Nacional
- 2014: Sve Do Medalje
- 2014: Undo
- 2020: Mi
- 2020: Dođi (mit Senidah)
- 2021: Jedan Dan, Jedna Noć
- 2022: Krive karte